# Stadsprijs Geraardsbergen 1973
De 42e editie van de Belgische wielerwedstrijd Stadsprijs Geraardsbergen werd verreden op 29 augustus 1973. De start en finish vonden plaats in Geraardsbergen. De winnaar was Joseph Huysmans, gevolgd door Eddy Cael en Jos Deschoenmaecker.

## Uitslag
| Stadsprijs Geraardsbergen 1973 |                     |                                    |      |
| Plaats                         | Naam                | Ploeg                              | Tijd |
| Winnaar                        | Joseph Huysmans     | Molteni                            |      |
| 2                              | Eddy Cael           | Novy-Romy Pils-Total-Dubble Bubble |      |
| 3                              | Jos Deschoenmaecker | geen                               |      |

1912 · 1913 · 1914–1926 · 1927 · 1928–1932 · 1933 · 1934 · 1935 · 1936 · 1937 · 1938 · 1939 · 1940 · 1941 · 1942 · 1943 · 1944 · 1945 · 1946 · 1947 · 1948 · 1949 · 1950 · 1951 · 1952 · 1953 · 1954 · 1955 · 1956 · 1957 · 1958 · 1959 · 1960 · 1961 · 1962 · 1963 · 1964 · 1965 · 1966 · 1967 · 1968 · 1969 · 1970 · 1971 · 1972 · 1973 · 1974 · 1975 · 1976 · 1977 · 1978 · 1979 · 1980 · 1981 · 1982 · 1983 · 1984 · 1985 · 1986 · 1987 · 1988 · 1989 · 1990 · 1991 · 1992 · 1993 · 1994 · 1995 · 1996 · 1997 · 1998 · 1999 · 2000 · 2001 · 2002 · 2003 · 2004 · 2005 · 2006 · 2007 · 2008 · 2009 · 2010 · 2011 · 2012 · 2013 · 2014 · 2015 · 2016 · 2017 · 2018 · 2019 · 2020 · 2021 · 2022